# Kloster Lechfeld

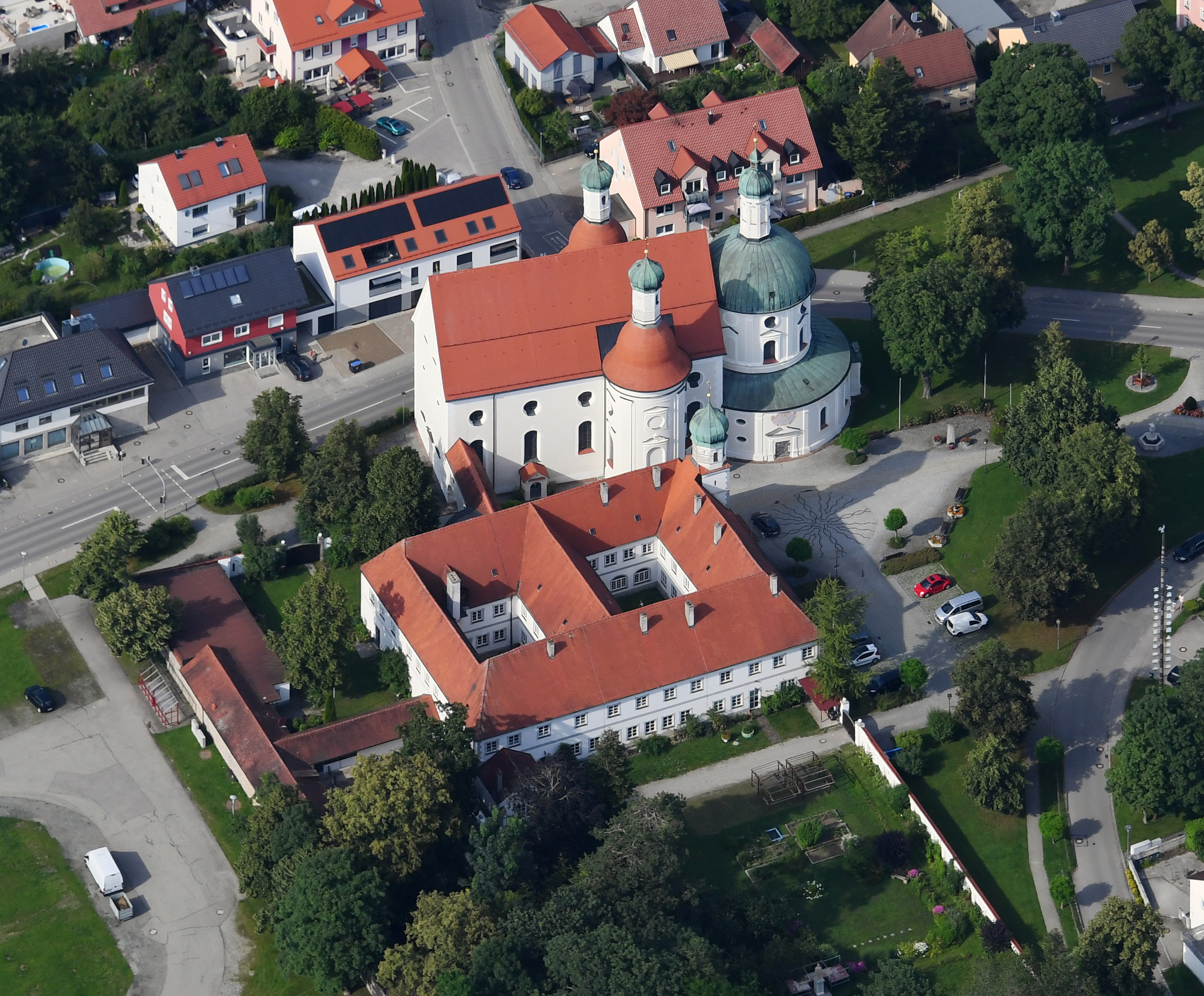
Kloster Lechfeld und Wallfahrtskirche Maria Hilf aus der Luft gesehen

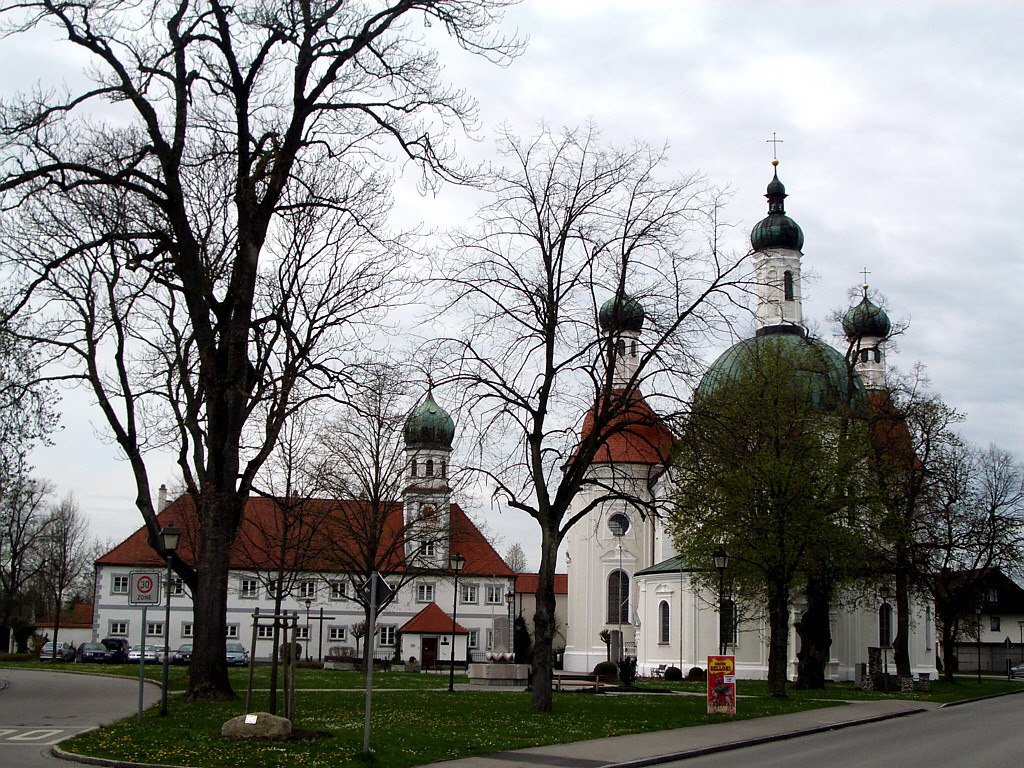
Kloster Lechfeld

Das Kloster Lechfeld  ist ein ehemaliges Kloster der Franziskaner-Observanten in Klosterlechfeld in Bayern in der Diözese Augsburg.

## Geschichte
Das Kloster wurde 1624 am Ort einer 1602 entstandenen Wallfahrtskapelle durch Regina Imhof gegründet. Es gehörte anfangs zur Oberdeutschen (Straßburger) Franziskanerprovinz; anfangs Hospiz, wurde es ab 1668 zum Konvent erhoben. 1715 wurde es zum Studienkloster für den Ordensnachwuchs.
1803 übernahm der Deutsche Orden das Kloster und richtete darin ein Zentral- oder Aussterbekloster für die Franziskaner der aufgehobenen Klöster ein; es durfte keine Novizen aufnehmen, und Gottesdienste waren nur in der Klosterkirche erlaubt. 1806 ging das Kloster im Rahmen der Säkularisation an das Königreich Bayern über.
Am 18. Juni 1830 erlaubte König Ludwig I. von Bayern den Fortbestand des Franziskanerkonvents, in dem noch vier Ordenspriester und ein Laienbruder lebten. Die Franziskaner verblieben darin bis 1993.
Die ehemalige Bibliothek des Klosters befindet sich heute unter den Beständen des Franziskanerklosters Bozen.